# La Reine-garçon
Pour plus de détails, voir Fiche technique et Distribution.
La Reine-garçon (Tyttökuningas) est un film dramatique canado-suédo-germano-finlandais de 2015 réalisé par Mika Kaurismäki.

## Synopsis
Le film trace le portrait de Christine de Suède, reine dès l'âge de six ans.

## Fiche technique
- Titre original : Tyttökuningas
- Titre français et québécois : La Reine-garçon[1]
- Réalisation : Mika Kaurismäki
- Scénario : Michel Marc Bouchard, d'après sa pièce Christine, la reine-garçon
- Producteur :
- Production : Marianna Films, Triptych Media, Starhaus Filmproduktion, Galafilm Productions
- Distribution : K-Films Amérique (Québec), Condor Entertainment (France)
- Musique :
- Pays de production :  Finlande -  Canada -  Allemagne -  Suède
- Langue d'origine : anglais, français, allemand
- Lieux de tournage : Turku, Finlande
- Genre : Drame
- Durée : 106 minutes
- Dates de sortie :
  - Canada : 4 septembre 2015 au Festival des films du monde de Montréal ; 23 octobre 2015 (Inside Out)
  - Finlande : 11 décembre 2015
  - Suède : 11 décembre 2015
  - Allemagne : 2 juin 2016
  - France : 11 janvier 2017[1]

## Distribution
- Malin Buska (VQ : Laurence Dauphinais) : Kristina
- Sarah Gadon (VQ : Émilie Bibeau) : comtesse Ebba Sparre
- Michael Nyqvist (VQ : Daniel Picard) : chancelier Axel Oxenstierna
- Lucas Bryant (VQ : Adrien Bletton) : comte Johan Oxenstierna
- Laura Birn (VQ : Kim Jalabert) : comtesse Erika Erksein
- Hippolyte Girardot (VQ : Thiéry Dubé) : l'ambassadeur Pierre Hector Chanut
- Peter Lohmeyer (VQ : Daniel Lesourd) : l'évêque de Stockholm
- François Arnaud (VQ : Patrice Dubois) : Karl Gustav Kasimir
- Martina Gedeck (VQ : Marie-Andrée Corneille) : Marie-Éléonore
- Patrick Bauchau (VQ : Jacques Lavallée) : René Descartes
- Jannis Niewöhner : Comte de la Gardie
- Petri Aulin : le garde
- Janina Berman : l'infirmière
- Samuli Edelmann : roi Gustave II Adolphe
- Gabriele Goria : le second jésuite italien
- Mikko Kouki : l'aide de Camp